# John E. Dahlquist
Pour les articles homonymes, voir Dahlquist.
Le général John Ernest Dahlquist (1896-1975) est un général de l'armée américaine et un commandant de division pendant la Seconde Guerre mondiale. Il commanda trois divisions différentes au cours de sa carrière ainsi qu'un corps d'armée et finit au grade de général quatre étoiles.

## Biographie
Dahlquist est né le 12 mars 1896 à Minneapolis (Minnesota) dans une famille originaire du Dalsland en Suède. Il fut diplômé de l'université du Minnesota et servit dans les forces d'occupation en Allemagne après la Première Guerre mondiale. 
Il servit ensuite comme instructeur à l'école d'infanterie de l'armée américaine de 1924 à 1928. Après avoir été diplômé de la Command and General Staff College en 1931, il fut affecté aux Philippines. De 1935 à 1936, il étudia à l'Army War College puis travailla au sein de l'état-major de l'US army au sein de la division du personnel.
Au cours de la Seconde Guerre mondiale, il fut adjoint au chef d'état-major sur le théâtre d'opérations européens en 1942 puis devint plus tard adjoint au commandant de la 76e division d'infanterie. En 1943, il devint le premier commandant de la 70e division d'infanterie et l'année suivante, il prit le commandement de la 36e division d'infanterie. Sa division débarqua en Provence et participa aux combats en France, particulièrement dans les Vosges. Plus tard, elle captura Hermann Göring et Dahlquist fut le premier à l'interroger. Ses soldats l'appelaient "courage et tripes". Mais ils disaient que c'était son courage et leurs tripes.
Après la guerre, il occupa diverses fonctions administratives et de personnel dans l'armée. En 1949, il prit le commandement d'une troisième division différente, la 1re division d'infanterie. En 1952, il devint le commandant du Ve Corps d'armée puis en 1953 de la 4e armée. Il servit alors comme chef des Army Field Forces de 1953 à 1955, période durant laquelle il fut promu au rang de général 4 étoiles. Il finit sa carrière comme commandant en chef de l'armée continentale, prenant sa retraite en 1956. Il meurt le 30 juin 1975 et est enterré au cimetière national d'Arlington.

## Source
- (en) Cet article est partiellement ou en totalité issu de l’article de Wikipédia en anglais intitulé « John E. Dahlquist » (voir la liste des auteurs).